# João Palhinha
João Maria Lobo Alves Palhares Costa Palhinha Gonçalves (Lissabon, 9 juli 1995) is een Portugees voetballer die doorgaans speelt als middenvelder. In juli 2024 verruilde hij Fulham voor Bayern München. Palhinha maakte in 2021 zijn debuut in het Portugees voetbalelftal.

## Clubcarrière
Palhinha speelde in de jeugd van Alta de Lisboa en Sacavenense, alvorens hij in 2012 terechtkwam bij Sporting CP. Voor hij zijn debuut in het eerste elftal had gemaakt, werd hij verhuurd aan competitiegenoot Moreirense. Hier maakte hij op 16 augustus 2015 zijn professionele debuut, toen in eigen huis met 0–2 verloren werd van Arouca. Palhinha begon op de bank en mocht halverwege de tweede helft als invaller het veld betreden. De zomer erna werd Palhinha opnieuw op huurbasis overgenomen door een andere club. Nu ging hij een half seizoen bij Belenenses spelen.
Na zijn terugkeer bij Sporting leek de middenvelder meer te gaan spelen, maar de optredens in het seizoen 2017/18 waren op twee handen te tellen. Hierop huurde SC Braga hem voor de duur van twee seizoenen. Na twee jaar waarin hij veel speeltijd kreeg bij Braga, keerde hij andermaal terug naar Sporting. Bij die club behield Palhinha zijn basisplaats. In het seizoen 2020/21 kroonde hij zich met Sporting tot landskampioen en ook de Taça da Liga werd gewonnen. Die laatste prijs werd een jaar later opnieuw gewonnen.
Palhinha maakte in de zomer van 2022 voor een bedrag van circa twintig miljoen euro de overstap naar Fulham, waar hij zijn handtekening zette onder een verbintenis voor de duur van vijf seizoenen. Gedurende twee seizoenen had hij grotendeels een basisplaats in Londen. Twee jaar na zijn komst werd hij voor circa eenenvijftig miljoen euro overgenomen door Bayern München. De Beierse club schotelde hem een contract voor vier seizoenen voor. Bij Bayern speelde hij voornamelijk een reserverol en in de zomer van 2025 verhuurde de club hem aan Tottenham Hotspur.

## Clubstatistieken
| Seizoen | Club                | Competitie     | Competitie | Competitie | Beker | Beker | Internationaal | Internationaal | Totaal | Totaal |
| Seizoen | Club                | Competitie     | Wed.       | Dlp.       | Wed.  | Dlp.  | Wed.           | Dlp.           | Wed.   | Dlp.   |
| ------- | ------------------- | -------------- | ---------- | ---------- | ----- | ----- | -------------- | -------------- | ------ | ------ |
| 2014/15 | Sporting CP         | Primeira Liga  | 0          | 0          | 0     | 0     | 0              | 0              | 0      | 0      |
| 2015/16 | → Moreirense        | Primeira Liga  | 29         | 0          | 0     | 0     | —              | —              | 29     | 0      |
| 2016/17 | → Belenenses        | Primeira Liga  | 13         | 1          | 4     | 0     | —              | —              | 17     | 1      |
| 2016/17 | Sporting CP         | Primeira Liga  | 11         | 0          | 0     | 0     | 0              | 0              | 11     | 0      |
| 2017/18 | Sporting CP         | Primeira Liga  | 2          | 0          | 1     | 0     | 3              | 0              | 6      | 0      |
| 2018/19 | → SC Braga          | Primeira Liga  | 23         | 2          | 8     | 0     | —              | —              | 31     | 2      |
| 2019/20 | → SC Braga          | Primeira Liga  | 27         | 2          | 6     | 1     | 11             | 1              | 44     | 4      |
| 2020/21 | Sporting CP         | Primeira Liga  | 32         | 1          | 6     | 1     | 0              | 0              | 38     | 2      |
| 2021/22 | Sporting CP         | Primeira Liga  | 27         | 3          | 6     | 0     | 6              | 0              | 38     | 3      |
| 2022/23 | Fulham              | Premier League | 35         | 3          | 5     | 1     | —              | —              | 40     | 4      |
| 2023/24 | Fulham              | Premier League | 33         | 4          | 6     | 0     | —              | —              | 39     | 4      |
| 2024/25 | Bayern München      | Bundesliga     | 17         | 0          | 2     | 0     | 6              | 0              | 25     | 0      |
| 2025/26 | → Tottenham Hotspur | Premier League | 1          | 0          | 0     | 0     | 1              | 0              | 2      | 0      |
| Totaal  | Totaal              | Totaal         | 250        | 16         | 44    | 3     | 27             | 1              | 321    | 20     |

Bijgewerkt op 20 augustus 2025.

## Interlandcarrière
Palhinha maakte zijn debuut in het Portugees voetbalelftal op 24 maart 2021, toen een kwalificatiewedstrijd voor het WK 2022 gespeeld werd tegen Azerbeidzjan. Door een eigen doelpunt van Maksim Medvedev won Portugal het duel met 0–1. Palhinha moest van bondscoach Fernando Santos op de reservebank beginnen en hij viel twee minuten voor het einde van de wedstrijd in voor Rúben Neves. De andere Portugese debutant dit duel was Nuno Mendes (eveneens Sporting CP). De middenvelder kwam tijdens zijn derde interland, zes dagen na zijn debuut voor de Portugese ploeg voor het eerst tot scoren. Tegen Luxemburg begon hij opnieuw op de bank en vanaf daar zag hij hoe Gerson Rodrigues namens dat land de score opende. Via Diogo Jota en Cristiano Ronaldo kwam Portugal op voorsprong, voor Palhinha mocht invallen voor Bernardo Silva. Tien minuten voor tijd zorgde hij voor de laatste treffer van de wedstrijd: 1–3.
Palhinha werd in mei 2021 door Santos opgeroepen voor de Portugese selectie op het uitgestelde EK 2020. Op het toernooi werd Portugal in de achtste finales uitgeschakeld door België (1–0) na in de groepsfase te winnen van Hongarije (0–3), te verliezen van Duitsland (2–4) en te gelijkspelen tegen Frankrijk (2–2). Palhinha speelde mee tegen Frankrijk en België. Zijn toenmalige teamgenoten Pedro Gonçalves en Nuno Mendes (beiden eveneens Portugal) waren ook actief op het toernooi.
In oktober 2022 werd Palhinha door bondscoach Santos opgenomen in de voorselectie van Portugal voor het WK 2022. Tweeënhalve week later werd hij ook opgenomen in de definitieve selectie. Tijdens dit WK werd Portugal door Marokko uitgeschakeld in de kwartfinales nadat in de groepsfase gewonnen was van Ghana en Uruguay en verloren van Zuid-Korea en in de achtste finales Zwitserland was uitgeschakeld. Palhinha kwam in drie duels in actie. Zijn toenmalige clubgenoten Antonee Robinson, Tim Ream (beiden Verenigde Staten), Harry Wilson, Daniel James (beiden Wales) en Aleksandar Mitrović (Servië) waren ook actief op het toernooi.
Palhinha werd in mei 2024 door bondscoach Roberto Martínez opgenomen in de selectie van Portugal voor het EK 2024 in Duitsland. Portugal overleefde de groepsfase na overwinningen op Tsjechië (2–1) en Turkije (0–3) en een nederlaag tegen Georgië (2–0). Hierna volgden twee strafschoppenseries; Slovenië werd verslagen, maar Frankrijk was te sterk in de kwartfinales. Palhinha speelde alleen tegen Tsjechië niet mee. Zijn toenmalige clubgenoten Armando Broja (Albanië), Saša Lukić (Servië), Timothy Castagne (België) en Marek Rodák (Slowakije) waren ook actief op het EK.
| Interlands van João Palhinha voor Portugal | Interlands van João Palhinha voor Portugal | Interlands van João Palhinha voor Portugal | Interlands van João Palhinha voor Portugal | Interlands van João Palhinha voor Portugal | Interlands van João Palhinha voor Portugal |
| №                                          | Datum                                      | Wedstrijd                                  | Uitslag                                    | Competitie                                 | Goals                                      |
| Als speler bij Sporting CP                 | Als speler bij Sporting CP                 | Als speler bij Sporting CP                 | Als speler bij Sporting CP                 | Als speler bij Sporting CP                 | Als speler bij Sporting CP                 |
| ------------------------------------------ | ------------------------------------------ | ------------------------------------------ | ------------------------------------------ | ------------------------------------------ | ------------------------------------------ |
| 1                                          | 24 maart 2021                              | Portugal – Azerbeidzjan                    | 1 – 0                                      | WK 2022 kwalificatie                       |                                            |
| 2                                          | 27 maart 2021                              | Servië – Portugal                          | 2 – 2                                      | WK 2022 kwalificatie                       |                                            |
| 3                                          | 30 maart 2021                              | Luxemburg – Portugal                       | 1 – 3                                      | WK 2022 kwalificatie                       | 80'                                        |
| 4                                          | 4 juni 2021                                | Spanje – Portugal                          | 0 – 0                                      | Vriendschappelijk                          |                                            |
| 5                                          | 23 juni 2021                               | Portugal – Frankrijk                       | 2 – 2                                      | EK 2020                                    |                                            |
| 6                                          | 27 juni 2021                               | België – Portugal                          | 1 – 0                                      | EK 2020                                    |                                            |
| 7                                          | 1 september 2021                           | Portugal – Ierland                         | 2 – 1                                      | WK 2022 kwalificatie                       |                                            |
| 8                                          | 7 september 2021                           | Azerbeidzjan – Portugal                    | 0 – 3                                      | WK 2022 kwalificatie                       |                                            |
| 9                                          | 9 oktober 2021                             | Portugal – Qatar                           | 3 – 0                                      | Vriendschappelijk                          |                                            |
| 10                                         | 12 oktober 2021                            | Portugal – Luxemburg                       | 5 – 0                                      | WK 2022 kwalificatie                       | 69'                                        |
| 11                                         | 11 november 2021                           | Ierland – Portugal                         | 0 – 0                                      | WK 2022 kwalificatie                       |                                            |
| 12                                         | 14 november 2021                           | Portugal – Servië                          | 1 – 2                                      | WK 2022 kwalificatie                       |                                            |
| 13                                         | 5 juni 2022                                | Portugal – Zwitserland                     | 4 – 0                                      | Nations League 2022/23                     |                                            |
| 14                                         | 9 juni 2022                                | Portugal – Tsjechië                        | 2 – 0                                      | Nations League 2022/23                     |                                            |
| Als speler bij Fulham                      |                                            |                                            |                                            |                                            |                                            |
| 15                                         | 24 september 2022                          | Tsjechië – Portugal                        | 0 – 4                                      | Nations League 2022/23                     |                                            |
| 16                                         | 24 november 2022                           | Portugal – Ghana                           | 3 – 2                                      | WK 2022                                    |                                            |
| 17                                         | 28 november 2022                           | Portugal – Uruguay                         | 2 – 0                                      | WK 2022                                    |                                            |
| 18                                         | 2 december 2022                            | Zuid-Korea – Portugal                      | 2 – 1                                      | WK 2022                                    |                                            |
| 19                                         | 23 maart 2023                              | Portugal – Liechtenstein                   | 4 – 0                                      | EK 2024 kwalificatie                       |                                            |
| 20                                         | 26 maart 2023                              | Luxemburg – Portugal                       | 0 – 6                                      | EK 2024 kwalificatie                       |                                            |
| 21                                         | 17 juni 2023                               | Portugal – Bosnië en Herzegovina           | 3 – 0                                      | EK 2024 kwalificatie                       |                                            |
| 22                                         | 8 september 2023                           | Slowakije – Portugal                       | 0 – 1                                      | EK 2024 kwalificatie                       |                                            |
| 23                                         | 13 oktober 2023                            | Portugal – Slowakije                       | 3 – 2                                      | EK 2024 kwalificatie                       |                                            |
| 24                                         | 19 november 2023                           | Portugal – IJsland                         | 2 – 0                                      | EK 2024 kwalificatie                       |                                            |
| 25                                         | 21 maart 2024                              | Portugal – Zweden                          | 5 – 2                                      | Vriendschappelijk                          |                                            |
| 26                                         | 4 juni 2024                                | Portugal – Finland                         | 4 – 2                                      | Vriendschappelijk                          |                                            |
| 27                                         | 8 juni 2024                                | Portugal – Kroatië                         | 1 – 2                                      | Vriendschappelijk                          |                                            |
| 28                                         | 22 juni 2024                               | Turkije – Portugal                         | 0 – 3                                      | EK 2024                                    |                                            |
| 29                                         | 26 juni 2024                               | Georgië – Portugal                         | 2 – 0                                      | EK 2024                                    |                                            |
| 30                                         | 1 juli 2024                                | Portugal – Slovenië                        | 0 – 0 (3 – 0 n.s.)                         | EK 2024                                    |                                            |
| 31                                         | 5 juli 2024                                | Portugal – Frankrijk                       | 0 – 0 (3 – 5 n.s.)                         | EK 2024                                    |                                            |
| Als speler bij Bayern München              |                                            |                                            |                                            |                                            |                                            |
| 32                                         | 8 september 2024                           | Portugal – Schotland                       | 2 – 1                                      | Nations League 2024/25                     |                                            |
| 33                                         | 15 oktober 2024                            | Schotland – Portugal                       | 0 – 0                                      | Nations League 2024/25                     |                                            |
| 34                                         | 4 juni 2025                                | Duitsland – Portugal                       | 1 – 2                                      | Nations League 2024/25                     |                                            |

Bijgewerkt op 20 augustus 2025.

## Erelijst
| Competitie                    |             |                           |             |             |
| Competitie                    | Aantal      | Jaren                     |             |             |
| Sporting CP                   | Sporting CP | Sporting CP               | Sporting CP | Sporting CP |
| ----------------------------- | ----------- | ------------------------- | ----------- | ----------- |
| Primeira Liga                 | 1           | 2020/21                   |             |             |
| Taça da Liga                  | 3           | 2017/18, 2020/21, 2021/22 |             |             |
| Supertaça Cândido de Oliveira | 1           | 2021                      |             |             |
| SC Braga                      |             |                           |             |             |
| Taça da Liga                  | 1           | 2019/20                   |             |             |
| Bayern München                |             |                           |             |             |
| Bundesliga                    | 1           | 2024/25                   |             |             |
| Portugal                      |             |                           |             |             |
| UEFA Nations League           | 1           | 2024/25                   |             |             |